# Microsoft Certified Desktop Support Technician

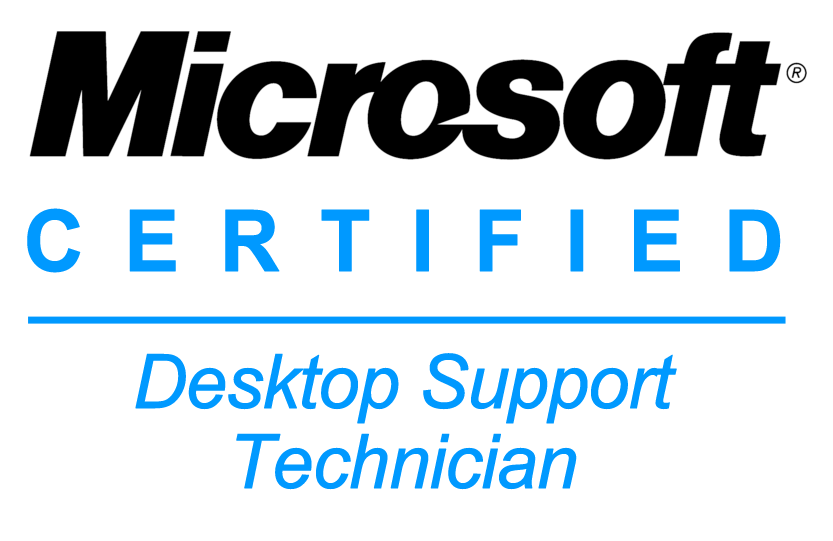
Microsoft Certified Desktop Support Technician-Logo

Microsoft Certified Desktop Support Technician (kurz MCDST) war ein von Microsoft angebotenes Zertifikat, welches die fachliche Kompetenz im Bereich des IT-Support bescheinigte. Nebst dem diente es im Stellenmarkt als hilfreiche Ergänzung um leichter an einen entsprechenden Job zu gelangen.
Es richtet sich besonders an Mitarbeiter in einem Callcenter oder Helpdesk, welche telefonischen First Level Support leisten.
Um das MCDST-Zertifikat zu erlangen, bedurfte es des erfolgreichen Bestehens zweier Pflichtprüfungen:
- Exam 70–271: Supporting Users and Troubleshooting a Microsoft Windows XP Operating System
- Exam 70–272: Supporting Users and Troubleshooting Desktop Applications on a Microsoft Windows XP Operating System